# Microgaster obscuripennata
Microgaster obscuripennata är en stekelart som beskrevs av You och Nian He Xia 1992. Microgaster obscuripennata ingår i släktet Microgaster och familjen bracksteklar. Inga underarter finns listade i Catalogue of Life.